# Sam Worthington
Samuel Henry J. "Sam" Worthington (sinh ngày 2 tháng 8 năm 1976) là một diễn viên người Úc. Anh được biết đến với vai Jake Sully trong Avatar (2009) và phần tiếp theo sắp tới Avatar 2 (2022), Marcus Wright trong Terminator Salvation, và Perseus trong Clash of the Titans và phần tiếp theo của nó là Wrath of the Titans. Sau đó, anh chuyển sang các vai diễn kịch tính hơn, xuất hiện trong The Debt (2010), Everest (2015), Hacksaw Ridge (2016), The Shack (2017), Manhunt: Unabomber (2017) và Fractured (2019). Trên truyền hình, anh ấy xuất hiện ở quê hương Úc của mình với vai Howard trong Love My Way và với vai diễn Phillip Schuler trong mini-series phim truyền hình Deadline Gallipoli, mà anh cũng là nhà sản xuất điều hành. Anh cũng lồng tiếng cho nhân vật chính, Đại úy Alex Mason, trong các trò chơi điện tử Call of Duty: Black Ops (2010), Call of Duty: Black Ops II (2012) và Call of Duty: Black Ops 4 (2018).
Năm 2004, Worthington nhận được giải thưởng điện ảnh cao quý nhất của Úc với vai chính trong Somersault.

## Thời thơ ấu
Worthington sinh ra ở Godalming, Surrey, Anh nhưng sau đó chuyển đến và sống ở Perth, Western Australia suốt thời thơ ấu. Anh lớn lên ở Warnbro, một vùng ngoại ô Rockingham, Western Australia. Cha anh, Ronald, là một nhân viên làm việc trong một nhà máy năng lượng trong khi mẹ anh, một người nội trợ, chăm sóc anh và em gái. Anh vào trường Nghệ thuật John Curtin nhưng sau đó lại nghỉ học vào năm 17 tuổi và làm công việc xây dựng cũng như những công việc kỳ quặc chỉ có ở Sydney. Vào năm Worthington 19 tuổi, trong khi đang làm công việc xây dựng, anh tham gia một buổi thử vai của Học viện Kịch Nghệ Quốc gia (NIDA) và nhận được học bổng vào đây.

## Sự nghiệp
Sau khi tốt nghiệp NIDA năm 1988, Worthington tham gia vở kịch The Judas Kiss của tác giả David Hare cho nhà hát Company B tại nhà hát Thánh Belvoir.

### 2000–03
Năm 2000, Worthington khởi nghiệp với bộ phim của Australia Bootmen. Anh gây chú ý với vai diễn chính Mitchell Okden. Worthington được đề cử cho hạng mục nam diễn viên chính xuất sắc cho giải thưởng của Viện điện ảnh Australia Australian Film Institute (AFI) nhờ vào diễn xuất của anh. Cũng trong năm đó, anh là khách mời trong các phim truyền hình: JAG, Water Rats và Blue Heelers.
Worthington tiếp tục đóng trong nhiều phim điện ảnh và truyền hình cũng Úc bao gồm các vai diễn chính trong Dirty Deeds (2002) và Gettin' Square (2003). Anh cũng xuất hiện trong phim Hart's War (2002). Dirty Deeds là một phim thành công về mặt thương mại lẫn được giới phê bình đánh giá cao, bộ phim thu về khoảng 5,034,142 đô la Úc tại bảng xếp hạng phim ăn khách tại Australia.

### 2004–08
Worthington đóng các vai chính trong phim Somersault (2004) và trong một bộ phim làm lại theo hướng hiện đại của Úc Macbeth (2006). Worthington đã nhận được giải thưởng AFI Award danh hiệu Nam diễn viên xuất sắc cho vai diễn trong phim Somersault. Anh cũng rất nổi tiếng tại Úc với vai Howard trong bộ phim truyền hình của Australia Love My Way, trong phim anh đóng vai người tình của nữ nhân vật chính.
Sự nghiệp điện ảnh quốc tế của Worthington bắt đầu với một loạt các vai diễn nhỏ trong các bộ phim Hollywood bao gồm: The Great Raid (2005), được quay tại Australia. Anh cũng thử vai cho vai diễn James Bond trong phim Casino Royale nhưng đã để mất vai diễn vào tay diễn viên Daniel Craig.

### 2009–đến nay
Trong phim Terminator Salvation, Worthington đóng vai nửa người nửa robot Marcus Wright. Trong thời gian bộ phim Terminator Salvation được phát hành, bộ phim khoa học viễn tưởng Avatar của đạo diễn James Cameron là dự án tiếp theo của Worthington. Trong phim, anh đóng vai Jake Sully, một lính thủy bộ bị liệt cả hai chân của Mỹ, có nhiệm vụ kiểm soát một cơ thể xa lạ gọi là avatar thông qua sự kết nối của bộ não, và nhận ra bản thân mình đang đứng giữa cuộc chiến giữa loài người và chủng tộc người Na'vi trên hành tinh Pandora. Bộ phim khi phát hành đã trở thành bộ phim có doanh thu cao nhất mọi thời đại với tổng số danh thu trên toàn thế giới là 2.730 tỷ đô la Mỹ. Anh cũng đã ký hợp đồng cho 2 phần tiếp theo của Avatar.
Anh cũng được chọn như một trong những người dự thi cuộc thi Who's Who in Australia ấn bản năm 2011.

## Đời tư
Worthington từng kể rằng khi anh khoảng 30 tuổi, anh đã bán hầu hết tài sản của mình được khoảng 2000 đô la. Anh đã mua một chiếc xe hơi và sống trong đó trước khi anh thành công trong cuộc thử vai cho vai diễn trong phim Avatar. Sau đó, anh tìm ra một nơi để sống. Anh từng hiện hò với Natalie Mark, một nhà thiết kế thời trang trong 3 năm.
 Tuy nhiên, đầu năm 2011, hai người đã chia tay nhau.

## Danh sách phim

### Điện ảnh
| Năm  | Phim                       | Vai diễn                         | Ghi chú                                                |
| ---- | -------------------------- | -------------------------------- | ------------------------------------------------------ |
| 2000 | Bootmen                    | Mitchell Okden                   |                                                        |
| 2001 | A Matter of Life           | Our Hero                         | Short film                                             |
| 2002 | Hart's War                 | Corporal B.J. "Depot" Guidry     |                                                        |
| 2002 | Dirty Deeds                | Darcy Ryan                       |                                                        |
| 2003 | Gettin' Square             | Barry "Wattsy" Wirth             |                                                        |
| 2004 | Enzo                       | -                                | Short film; Director, Writer, Music and Cinematography |
| 2004 | Somersault                 | Joe                              |                                                        |
| 2004 | Thunderstruck              | Ronnie                           |                                                        |
| 2005 | The Great Raid             | Private First Class Lucas        |                                                        |
| 2005 | Fink!                      | Able                             |                                                        |
| 2006 | Macbeth                    | Lord Macbeth                     |                                                        |
| 2007 | Rogue                      | Neil Kelly                       |                                                        |
| 2009 | Terminator Salvation       | Marcus Wright                    |                                                        |
| 2009 | Avatar                     | Jake Sully / Tom Sully           |                                                        |
| 2010 | Clash of the Titans        | Perseus                          |                                                        |
| 2010 | Last Night                 | Michael Reed                     |                                                        |
| 2010 | Love & Distrust            | Miles                            | Segment: "Blue Poles"                                  |
| 2010 | The Debt                   | Young David Peretz               |                                                        |
| 2011 | Texas Killing Fields       | Detective Mike Souder            |                                                        |
| 2012 | Man on a Ledge             | Nick Cassidy                     |                                                        |
| 2012 | Wrath of the Titans        | Perseus                          |                                                        |
| 2013 | Drift                      | J.B.                             |                                                        |
| 2014 | Sabotage                   | DEA Agent James "Monster" Murray |                                                        |
| 2014 | Cake                       | Roy Collins                      |                                                        |
| 2014 | The Keeping Room           | Moses                            |                                                        |
| 2015 | Paper Planes               | Jack Webber                      |                                                        |
| 2015 | Kidnapping Freddy Heineken | Willem Holleeder                 |                                                        |
| 2015 | Everest                    | Guy Cotter                       |                                                        |
| 2016 | Hacksaw Ridge              | Captain Glover                   |                                                        |
| 2017 | The Shack                  | Mack Philips                     |                                                        |
| 2017 | The Hunter's Prayer        | Stephen Lucas                    |                                                        |
| 2018 | The Titan                  | Rick Janssen                     |                                                        |
| 2019 | Fractured                  | Ray Monroe                       |                                                        |
| 2021 | Lansky                     | David Stone                      |                                                        |
| 2021 | The Last Son               | Isaac Lemay                      |                                                        |
| 2022 | Avatar 2                   | Jake Sully                       | Post-production                                        |
| 2022 | 9 Bullets                  | TBA                              | Post-production                                        |
| 2024 | Avatar 3                   | Jake Sully                       | Post-production                                        |
| TBA  | The Georgetown Project     | Joe                              | Post-production                                        |

### Truyền hình
| Năm  | Tiều đề                    | Vai              | Ghi chú                                   |
| ---- | -------------------------- | ---------------- | ----------------------------------------- |
| 2000 | JAG                        | Dunsmore         | Episode: "Boomerang: Part 1"              |
| 2000 | Water Rats                 | Phillip Champion | Episode: "Able to Leap Tall Buildings"    |
| 2000 | Blue Heelers               | Shane Donovan    | Episode: "Bloodlines"                     |
| 2004 | Love My Way                | Howard Light     | 10 episodes                               |
| 2005 | The Surgeon                | Dr. Sam Dash     | 8 episodes                                |
| 2006 | Two Twisted                | Gus Rogers       | Episode: "Delivery Man"                   |
| 2015 | Deadline Gallipoli         | Phillip Schuler  | 4 episodes; miniseries Executive producer |
| 2017 | Manhunt: Unabomber         | Jim Fitzgerald   | Main role, 8 episodes                     |
| TBA  | Under the Banner of Heaven | Ron Lafferty     | Upcoming miniseries                       |

### Trò chơi điện tử
| Năm  | Tiêu đề                    | Vai        | Ghi chú                              |
| ---- | -------------------------- | ---------- | ------------------------------------ |
| 2010 | Call of Duty: Black Ops    | Alex Mason |                                      |
| 2012 | Call of Duty: Black Ops II | Alex Mason |                                      |
| 2018 | Call of Duty: Black Ops 4  | Alex Mason | Specialist HQ and Blackout Character |

## Giải thưởng
| Year | Award                                  | Category                                       | Title                | Result    |
| ---- | -------------------------------------- | ---------------------------------------------- | -------------------- | --------- |
| 2000 | AFI Award                              | Best Performance by an Actor in a Leading Role | Bootmen              | Đề cử     |
| 2002 | FCCA Award                             | Best Supporting Actor – Male                   | Dirty Deeds          | Đoạt giải |
| 2004 | AFI Award                              | Best Actor in a Leading Role                   | Somersault           | Đoạt giải |
| 2004 | FCCA Award                             | Best Actor – Male                              | Somersault           | Đoạt giải |
| 2004 | IF Award                               | Best Actor                                     | Somersault           | Đoạt giải |
| 2009 | Teen Choice Awards                     | Choice Movie Fresh Face Male                   | Terminator Salvation | Đề cử     |
| 2009 | Australians in Film Breakthrough Award | Australians in Film                            | Avatar               |           |
| 2010 | Saturn Award                           | Best Actor                                     | Avatar               | Đoạt giải |
| 2010 | AACTA Awards                           | Best Actor                                     | Avatar               | Đoạt giải |
| 2010 | Empire Award                           | Best Actor                                     | Avatar               | Đoạt giải |
| 2010 | Giffoni Award                          |                                                |                      | Đoạt giải |
| 2010 | Kid's Choice Awards                    | Cutest Couple (shared with Zoe Saldana)        | Avatar               | Đề cử     |
| 2010 | MTV Movie Awards                       | Best Fight (shared with Stephen Lang)          | Avatar               | Đề cử     |
| 2010 | MTV Movie Awards                       | Best Kiss (shared with Zoe Saldana)            | Avatar               | Đề cử     |
| 2010 | ShoWest Award                          | Male Star of the Year                          |                      | Đoạt giải |
| 2010 | Teen Choice Awards                     | Choice Movie: Fight (shared with Stephen Lang) | Avatar               | Đề cử     |
| 2010 | Teen Choice Awards                     | Choice Movie Actor: Sci-Fi                     | Avatar               | Đoạt giải |
| 2010 | Teen Choice Awards                     | Choice Movie Actor: Fantasy                    | Clash of the Titans  | Đề cử     |